# سوسمه
سوسْمَه (به فنلاندی: Sysmä) یک منطقهٔ مسکونی در فنلاند است که در پی‌ینه تاواستیا واقع شده‌است.

## خواهرخوانده
شهر بیرشتوناس خواهرخواندهٔ سوسمه هست.